# Exophtalmie
 Mise en garde médicale
L'exophtalmie (ou proptose) est une extrusion antérieure de l'œil hors de l'orbite. L'exophtalmie peut être soit bilatérale (comme cela se rencontre en cas de maladie de Graves-Basedow) soit unilatérale (comme en cas de tumeur de l'orbite). Une mesure du degré d'exophtalmie peut être réalisée au moyen d'un exophtalmomètre. Une dislocation complète ou partielle de l'orbite est également possible du fait de traumatisme ou du gonflement des tissus entourant le traumatisme.
Une exophtalmie non traitée peut empêcher la fermeture des paupières au cours du sommeil ce qui, à son tour, peut entraîner des dommages à la cornée (ulcération cornéenne). Le processus qui provoque le déplacement de l'œil peut aussi compresser le nerf optique ou l'artère ophtalmique, ce qui peut entraîner la cécité.
L'exophtalmie peut également être congénitale, par ex. dans le syndrome de Crouzon.

## Cas de la maladie de Basedow
En cas de maladie de Basedow, le déplacement de l'œil est dû à l'inflammation des muscles extra-oculaires et du volume de graisse contenu dans l'orbite, visualisés et quantifiés selon une tomodensitométrie ou une IRM,.

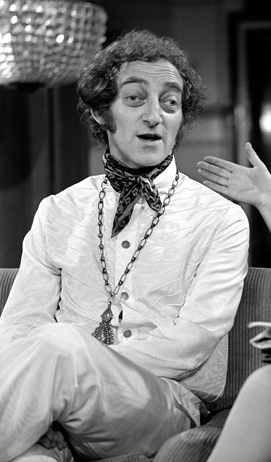
Marty Feldman, acteur anglais affecté par la maladie de Basedow et exophtalmie.

## Prise en charge
La prise en charge a fait l'objet de recommandations publiées en 2008 par la Société européenne d'endocrinologie . Même modérée, elle peut s'avérer gênante au point d'influencer la qualité de vie. L'évolution spontanée peut se faire vers une amélioration, voire une aggravation, mais la situation reste le plus souvent stable.
Il existe une chirurgie nommée décompression orbitaire qui consiste à faire de la place dans l'orbite en enlevant de l'os, dans le but de réduire l'exophtalmie et faire rentrer les yeux dans les orbites.